# Ernst Baier
Ernst Baier (Zittau, Alemanha, 27 de setembro de 1905 – Garmisch-Partenkirchen, Alemanha, 8 de julho de 2001) foi um patinador artístico alemão que competiu em competições de duplas e individuais. Ele foi campeão olímpico em 1936 ao lado de Maxi Herber, e conquistou uma medalha de prata olímpica no individual masculino, também em 1936.

## Principais resultados

### Individual masculino
| Resultados                                            | Resultados       | Resultados    | Resultados        | Resultados        | Resultados       | Resultados       | Resultados        | Resultados        | Resultados      | Resultados      | Resultados    | Resultados    |
| Internacional                                         | Internacional    | Internacional | Internacional     | Internacional     | Internacional    | Internacional    | Internacional     | Internacional     | Internacional   | Internacional   | Internacional | Internacional |
| Evento/Temporada                                      | 1928– 1929       | 1929– 1930    | 1930– 1931        | 1931– 1932        | 1932– 1933       | 1933– 1934       | 1934– 1935        | 1935– 1936        | 1936– 1937      | 1937– 1938      |               |               |
| ----------------------------------------------------- | ---------------- | ------------- | ----------------- | ----------------- | ---------------- | ---------------- | ----------------- | ----------------- | --------------- | --------------- | ------------- | ------------- |
| Jogos Olímpicos                                       |                  |               |                   | 5.º               |                  |                  |                   | Medalha de prata  |                 |                 |               |               |
| Campeonato Mundial                                    |                  |               | Medalha de bronze | Medalha de bronze | Medalha de prata | Medalha de prata |                   |                   |                 |                 |               |               |
| Campeonato Europeu                                    | 7.º              | 5.º           | Medalha de prata  | Medalha de prata  | Medalha de prata |                  | Medalha de bronze | Medalha de bronze |                 |                 |               |               |
| Nacional                                              |                  |               |                   |                   |                  |                  |                   |                   |                 |                 |               |               |
| Campeonato Alemão                                     | Medalha de prata |               |                   |                   | Medalha de ouro  | Medalha de ouro  | Medalha de ouro   | Medalha de ouro   | Medalha de ouro | Medalha de ouro |               |               |
|                                                       |                  |               |                   |                   |                  |                  |                   |                   |                 |                 |               |               |
| Legenda: Competição não foi disputada nesta temporada |                  |               |                   |                   |                  |                  |                   |                   |                 |                 |               |               |

### Duplas com Maxi Herber
| Resultados                                            | Resultados        | Resultados      | Resultados      | Resultados      | Resultados      | Resultados      | Resultados      | Resultados      | Resultados    | Resultados    | Resultados    | Resultados    |
| Internacional                                         | Internacional     | Internacional   | Internacional   | Internacional   | Internacional   | Internacional   | Internacional   | Internacional   | Internacional | Internacional | Internacional | Internacional |
| Evento/Temporada                                      | 1933– 1934        | 1934– 1935      | 1935– 1936      | 1936– 1937      | 1937– 1938      | 1938– 1939      | 1939– 1940      | 1940– 1941      |               |               |               |               |
| ----------------------------------------------------- | ----------------- | --------------- | --------------- | --------------- | --------------- | --------------- | --------------- | --------------- | ------------- | ------------- | ------------- | ------------- |
| Jogos Olímpicos                                       |                   |                 | Medalha de ouro |                 |                 |                 |                 |                 |               |               |               |               |
| Campeonato Mundial                                    | Medalha de bronze |                 | Medalha de ouro | Medalha de ouro | Medalha de ouro | Medalha de ouro |                 |                 |               |               |               |               |
| Campeonato Europeu                                    |                   | Medalha de ouro | Medalha de ouro | Medalha de ouro | Medalha de ouro | Medalha de ouro |                 |                 |               |               |               |               |
| Nacional                                              |                   |                 |                 |                 |                 |                 |                 |                 |               |               |               |               |
| Campeonato Alemão                                     | Medalha de ouro   | Medalha de ouro | Medalha de ouro |                 | Medalha de ouro | Medalha de ouro | Medalha de ouro | Medalha de ouro |               |               |               |               |
|                                                       |                   |                 |                 |                 |                 |                 |                 |                 |               |               |               |               |
| Legenda: Competição não foi disputada nesta temporada |                   |                 |                 |                 |                 |                 |                 |                 |               |               |               |               |